# Triplophysa pappenheimi
Triplophysa pappenheimi är en fiskart som först beskrevs av Fang, 1935.  Triplophysa pappenheimi ingår i släktet Triplophysa och familjen grönlingsfiskar. Inga underarter finns listade i Catalogue of Life.